# Hugo Kossbiel
Hugo Kossbiel (* 31. Mai 1939 in Saarbrücken; † 19. Juni 2023 in Frankfurt am Main) war ein deutscher Wirtschaftswissenschaftler und Hochschullehrer.

## Leben
Hugo Kossbiel studierte zwischen 1959 und 1963 Betriebswirtschaftslehre an den Universitäten Saarbrücken und Köln sowie an der Wirtschaftshochschule Mannheim. 1966 wurde er in Mannheim zum Dr. rer. pol. promoviert und 1971 habilitierte er an der Christian-Albrechts-Universität zu Kiel für das Fach Betriebswirtschaftslehre. Von 1963 bis 1966 war er Assistent am Mannheimer Seminar für Personalwesen und Arbeitswissenschaft (Prof. Dr. August Marx) und anschließend bis 1971 am Kieler Seminar für Betriebswirtschaftslehre (Prof. Dr. Walter Braun). Zwischen 1968 und 1970 war er zudem Habilitationsstipendiat der Deutschen Forschungsgemeinschaft. 1971 übernahm er den Lehrstuhl "Das Seminar für Allgemeine Betriebswirtschaftslehre – Ordinariat für Personalwirtschaftslehre an der Universität Hamburg". 1977 nahm er eine Gastprofessur am Institut für Höhere Studien in Wien (Fachgebiet Personalwirtschaft) wahr. Ab März 1987 war er Inhaber der Professur für Betriebswirtschaftslehre, insbesondere Personalwirtschaft, an der Goethe-Universität Frankfurt am Main und wurde dort 2005 pensioniert.
In der Zeit von 1990 bis 1995 hatte er neben seiner Frankfurter Professur zusätzlich die kommissarischen Leitung der Professur für Personalwirtschaft an der Universität Leipzig inne und zudem ein Semester lang eine Vertretungsprofessur an der Katholischen Universität Eichstätt. Neben der Tätigkeit als Universitätsprofessor übernahm er weitere Ämter: Mitglied der Ständigen Kommission für Fragen der Forschung und des wissenschaftlichen Nachwuchses der Westdeutschen Rektorenkonferenz, Vorsitzender der Wissenschaftlichen Kommission „Personalwesen“ im Verband der Hochschullehrer für Betriebswirtschaft, Vertrauensdozent der Studienstiftung des Deutschen Volkes und Wissenschaftlicher Studienleiter der Hessischen Verwaltungs- und Wirtschaftsakademie sowie Studienleitung an der Deutschen Versicherungsakademie.
Hugo Kossbiel starb am 19. Juni 2023 im Alter von 84 Jahren.

## Forschungsschwerpunkte
Das wissenschaftliche Werk Hugo Kossbiels ist durch Vielfalt, inhaltliche Klarheit und methodische Schärfe gekennzeichnet. Er arbeitete zu den Grundlagen der Personalwirtschaftslehre, zur Personalpotenzialdisposition, zur Personalverhaltensbeeinflussung, zu personalpolitischen und organisatorischen Aspekten sowie zu Fragestellungen der Allgemeinen Betriebswirtschaftslehre.
Mit der auf der Theorie der Unternehmung fußenden Habilitationsschrift sowie den daraus als Variationen, Vertiefungen und Weiterentwicklungen hervorgegangenen Arbeiten hat er das Gebiet der betrieblichen Personalplanung ganz maßgeblich geprägt und mitgestaltet. Im Bereich der Personalverhaltensbeeinflussung haben vor allem die grundlegenden Arbeiten zum Themenkreis „Effizienz betrieblicher Anreizsysteme“ für Aufmerksamkeit gesorgt. In einer Zeit, in der die Diskussion darüber, ob die Personalwirtschaftslehre eher verhaltenswissenschaftlich oder eher ökonomisch ausgerichtet sein solle, besonders hitzig geführt wurde, setzte sich Hugo Kossbiel stets für einen integrativen Ansatz ein. Diese Auffassung wird in der Scientific Community mittlerweile weitestgehend geteilt.

## Schriften (Auswahl)
- Die Umsatzeinnahmen als Gegenstand der unternehmerischen Liquiditätsplanung und Liquiditätspolitik. Berlin 1968, OCLC 695269703.
- Die Bestimmung des Personalbedarfs, des Personaleinsatzes und der Personalausstattung als betriebliches Entscheidungsproblem, unveröffentl. Habilitationsschrift, Kiel 1970.
- Die Behandlung mehrfach qualifizierter Arbeitskräfte bei der Personalplanung. In: ZfB, Jg. 41 (1971), Wiesbaden S. 167–184.
- Kontrollspanne und Führungskräfteplanung. In: Grundfragen der betrieblichen Personalpolitik. Festschrift zum 65. Geburtstag von August Marx (hrsg. von W. Braun, H. Kossbiel, G. Reber), Wiesbaden 1972, S. 89–111.
- Probleme und Instrumente der betrieblichen Personalplanung. In: Schriften zur Unternehmensführung (hrsg. von H. Jacob), Bd. 20, Wiesbaden 1974, S. 5–41.
- Betriebliche Arbeitsteilung. In: Handwörterbuch der Betriebswirtschaft (hrsg. von E. Grochla, W. Wittmann), 4. Aufl., Stuttgart 1974, Sp. 256–262.
- Die Produktion. In: Meyers Handbuch über die Wirtschaft, 3. Aufl., Mannheim, Wien, Zürich 1974, S. 188–220.
- Personalplanung. In: Handwörterbuch des Personalwesens (hrsg. von E. Gaugler), Stuttgart 1975, Sp. 1616–1631.
- Personalplanung (incl. Personalplanungsmodelle). In: Handwörterbuch des öffentlichen Dienstes – Das Personalwesen (hrsg. von W. Bierfelder), Berlin 1976, S. 1235–1252.
- Betriebliche Sozialpolitik. a) In: Handwörterbuch der Betriebswirtschaft (hrsg. von E. Grochla, W. Wittmann), 4. Aufl., Stuttgart 1976, Sp. 3573–3588. (mit K. Türk) Wiederabgedruckt: b) In: Betriebswirtschaftslehre, Teil 2: Betriebsführung (hrsg. von E. Grochla), Stuttgart 1978, Sp. 34–41.
- Personalbereitstellung und Personalführung. Wiesbaden 1976, ISBN 3-409-38061-2.
- Möglichkeiten und Grenzen einer langfristigen Personalbereitstellungsplanung mit Hilfe quantitativer Ansätze. In: Quantitative Ansätze in der Betriebswirtschaftslehre (hrsg. von H. Müller-Merbach), München 1978, S. 361–373.
- Die Bedeutung formalisierter Führungsgrundsätze für die Verhaltenssteuerung in Organisationen. a) In: Sozialwissenschaftliche Annalen, Band 2, Wien 1978, S. 51–62. Wiederabgedruckt: b) In: Führungsgrundsätze in Wirtschaft und öffentlicher Verwaltung (hrsg. von R. Wunderer), Stuttgart 1983, S. 17–27.
- Betriebswirtschaftliche Überlegungen zur (Weiter-)Beschäftigung älterer Arbeitnehmer. In: ZfB, Jg. 49 (1979), S. 127–133.
- Betriebswirtschaftliche Problematik der Betriebsunterbrechung durch Arbeitskonflikte. In: BFuP, (1980), S. 445–458.
- Organisation des Personalwesens. In: Handwörterbuch der Organisation (hrsg. von E. Grochla), 2. Aufl., Stuttgart 1980, Sp. 1872–1884.
- Personalplanung im Versicherungsunternehmen. In: Zeitschrift für die gesamte Versicherungswissenschaft, Bd. 70 (1981), S. 409–430.
- Marginalien zum Thema „Personalentwicklung“. In: Personalentwicklung, Sonderheft 14 der ZfbF (hrsg. von H. Kossbiel), Wiesbaden 1982, S. 5–7.
- Einige Thesen zur „Theorie“ und „Praxis“ personeller Anpassungen an Beschäftigungsänderungen. In: Verantwortliche Personalführung (hrsg. von K.F. Ackermann u. a.), Mannheim, Wien, Zürich 1982, S. 21–36.
- Job sharing und Personaleinsatz. In: Job sharing, flexible Arbeitszeit durch Arbeitsplatzteilung (hrsg. von. H. Heymann, L. Seiwert), Stuttgart, Zürich 1982, S. 402–422. (mit B. Flohr)
- Vorstellungen der Praxis zum Studium der Wirtschaftswissenschaften. In: DBW, Jg. 42 (1982), S. 241–255. (mit H. Seelbach)
- Personalbedarfsbestimmung und Personalbereitstellung von Wissenschaftlern und Ingenieuren im Tätigkeitsbereich „Forschung und Entwicklung“ von Mittelbetrieben. In: Personal-Management in der industriellen Forschung und Entwicklung (F & E) (hrsg. von M. Domsch, E. Jochum), Köln u. a. 1984, S. 114–127.
- Rekrutierung, Verbleibensdauer und Weiterverwendung von FuE-Personal. In: Die Hochschule – Forschungsstätte als Arbeitsplatz für den wissenschaftlichen Nachwuchs (hrsg. von der Arbeitsgruppe Fortbildung im Sprecherkreis der Hochschulkanzler), Essen 1984.
- Rekrutierung, Verbleibensdauer und Weiterverwendung von FuE-Personal – Eine empirische Untersuchung der industriellen Praxis, Arbeitsbericht der 1. Projektphase, Hamburg 1984. (mit G. Flöck, B. Flohr und H.-D. Schröder)
- Personalbereitstellung für industrielle Forschung und Entwicklung. In: ZfbF, Jg. 36 (1984), S. 657–676. (mit G. Flöck, B. Flohr und H.-D. Schröder)
- Gespräche mit Naturwissenschaftlern und Ingenieuren – Protokolle und Materialien aus dem Bereich Forschung und Entwicklung (FuE), 2. Bände, Hamburg 1984. (mit A. Bammé, und B. Martens)
- Berufsverläufe von Ingenieuren und Naturwissenschaftlern in der industriellen Forschung und Entwicklung, Arbeitsbericht der 2. Projektphase, Hamburg 1985. (mit A.Bamme und B. Martens)
- Betriebliche Weiterbildung und ihre Wirkungen auf Personalstruktur und Personalflexibilität. In: Betriebliche Weiterbildung als Führungsaufgabe (hrsg. von E. Gaugler), Wiesbaden 1987, S. 85–117.
- Ingenieure und Naturwissenschaftler in der industriellen Forschung und Entwicklung. Berufliche Situation und Perspektiven. Frankfurt am Main 1987, ISBN 3-593-33814-9. (mit Arno Bammé und Bernd Martens)
- Anerkennung und Kritik als Führungsinstrumente. a) In: Handwörterbuch der Führung (hrsg. von A. Kieser u. a.), Stuttgart 1987, Sp. 12–23. Wiederabgedruckt in überarbeiteter Fassung: b) In: Handwörterbuch der Führung (hrsg. von A. Kieser u. a.), 2. Aufl., Stuttgart 1995, Sp. 22–34.
- Situation und Perspektiven der Habilitanden an bundesdeutschen Hochschulen – Ergebnis einer Befragung von Dekanen/Fachbereichssprechern und Habilitanden an wissenschaftlichen Hochschulen in der Bundesrepublik Deutschland, Bonn – Bad Godesberg 1987. (mit P. Helfen und G. Flöck)
- Personalbereitstellung und Personalführung. In: Allgemeine Betriebswirtschaftslehre – Handbuch für Studium und Prüfung (hrsg. von H. Jacob), 5. Aufl., Wiesbaden 1988, S. 1045–1253.
- Wage and Salary Policy. In: Handbook of German Business Management (hrsg. von E. Grochla u. a.), Stuttgart et al. 1990, Sp. 2472–2482.
- Thesen zum Wandel der Entgeltbegründung: vom technisch determinierten Anforderungsbezug zur Honorierung qualifikationsbestimmter Produktions- und Organisationsleistungen. In: Rahmentarifpolitik im Strukturwandel Bd. 4: Jenseits des Taylorismus – Neue Begründungen und Ziele gewerkschaftlicher Rahmentarifpolitik (hrsg. von H. Dabrowski u. a.), Düsseldorf 1990, S. 195–209.
- Personalplanung und betriebliche Weiterbildung. In: Menschenführung und Menschenbildung – Festschrift für Ernst Wurdack, (hrsg. von K. Aschenbrücker, U. Pleiß), Hohengehren 1991, S. 247–266.
- Personaleinsatz und Personaleinsatzplanung. In: Handwörterbuch des Personalwesens (hrsg. von E. Gaugler, W. Weber), 2. Aufl., Stuttgart 1992, Sp. 1654–1666.
- Personalbedarfsermittlung. In: Handwörterbuch des Personalwesens (hrsg. von E. Gaugler, W. Weber), 2. Aufl., Stuttgart 1992, Sp. 1596–1608.
- Personalwirtschaft und Organisation. In: Handwörterbuch der Organisation (hrsg. von E. Frese), 3. Aufl., Stuttgart 1992, Sp. 1949–1962. (mit T. Spengler)
- Betriebliche Anreizsysteme. In: Fortbildung, Jg. 37 (1992), S. 21–22.
- Personalbereitstellungsplanung bei Arbeitszeitflexibilisierung. a) In: ZfB, Jg. 62 (1992), S. 175–198. Wiederabgedruckt: b) In: Industrielles Management: Beschaffung – Produktion – Qualität – Innovation – Umwelt, Reader zur Industriebetriebslehre (hrsg. von H. Albach), Wiesbaden 1993, S. 295–318.
- Personalplanung. In: Handwörterbuch der Betriebswirtschaft (hrsg. von W. Wittmann u. a.), 5. Aufl., Stuttgart 1993, Sp. 3127–3140.
- Beiträge verhaltens- und wirtschaftswissenschaftlicher Theorien zur Beurteilung der Effizienz betrieblicher Anreizsysteme. In: Entgeltsysteme – Lohn, Mitarbeiterbeteiligung und Zusatzleistungen – Festschrift zum 65. Geburtstag von Eduard Gaugler, (hrsg. von W. Wolfgang), Stuttgart 1993, S. 79–103.
- Überlegungen zur Effizienz betrieblicher Anreizsysteme. In: DBW, Jg. 54 (1994), S. 75–93.
- Personalplanung für Führungskräfte. In: Handwörterbuch der Führung (hrsg. von A. Kieser u. a.), 2. Aufl., Stuttgart 1995, Sp. 1736–1749. (mit T. Spengler)
- Personalwirtschaftliches Handeln und Human Resource Management. In: Ekonomika Pracy W Zarzadzanu – Ksiega jubilenszowa dla uczczenia zaslug nau Kowych; dydaktycznych Profesora Ferdynanda Michonia, Akademia Ekonomiczna w Krakowie, Krakow 1995, S. 41–57.
- Stellungnahme zum Beitrag von Christian Müller: Agency-Theorie und Informationsgehalt – Der Beitrag des normativen Prinzipal-Agenten-Ansatzes zum Erkenntnisfortschritt der Betriebswirtschaftslehre. In: DBW, Jg. 55 (1995), S. 127–130.
- Zur ökonomischen Legitimierbarkeit betrieblicher Personalausstattungen (Arbeitspapier), Frankfurt am Main 1997, S. 1–48.
- Personalwirtschaftslehre, quo vadis? (Stellungnahme zu den Beiträgen von Dorothea Alewell und Jürgen Weibler). In: DBW, Jg. 56 (1997), S. 123–127.
- Modellgestützte Personalentscheidungen (Herausgeber). München und Mering 1997.
- Ökonomisch legitimierbare Personalentscheidungen als Gegenstand personalwirtschaftlicher Hochschulausbildung. In: Personalwirtschaftliche Ausbildung an Universitäten (hrsg. von Auer, M./Laske, S.), München und Mering 1997, S. 48–73.(mit T. Spengler)
- Vom ökonomischen Charme einfacher Poolingmodelle der Personalplanung. In: Perspektiven ökonomischen Denkens – Klassische und neue Ansätze des Managements. Festschrift für Rudolf Gümbel (hrsg. von H. Woratschek), Frankfurt 1998, S. 287–316.
- Legitimationsgrundlagen betrieblicher Personalentscheidungen. In: Unternehmen im Wandel (hrsg. von J. Berthel), München und Mering 1998, S. 13–44.(mit T. Spengler)
- Modellgestützte Personalentscheidungen 2 (Herausgeber). München und Mering 1998.
- Modellgestützte Personalentscheidungen 3 (Herausgeber). München und Mering 1999.
- Lohn, Gerechtigkeit und Eigennutz. In: Unternehmensführung, Ethik und Umwelt – Festschrift zum 65. Geburtstag von Hartmut Kreikebaum, (hrsg. von G.R. Wagner), Wiesbaden 1999, S. 402–423.
- IT & Personal – Sonderheft der Zeitschrift WIRTSCHAFTSINFORMATIK (Herausgeber gemeinsam mit Wilhelm Mülder, Andreas Oberweis), Wiesbaden 2000.
- Modellgestützte Personalentscheidungen 4 (Herausgeber). München und Mering 2000.
- Die Strukturierung von Arbeitsgruppen als Thema der Personalpolitik im Verständnis von Karl Hax und als Problem der aktuellen Personalwirtschaftslehre. In: Neuere Ansätze der Betriebswirtschaftslehre – in memoriam Karl Hax; ZfbF-Sonderheft 47 (hrsg. von G. Laßmann), Düsseldorf/Frankfurt 2001, S. 149–175.
- Personalplanung. In: a) Das Personal-Büro, Freiburg 2001. Wieder abgedruckt: b) In: Personalmanagement – Das Handbuch für effiziente Personalarbeit, Freiburg u. a. 2001. (mit G. Muche)
- Führungsinstrumente. In: Management-Lexikon (hrsg. von R. Bühner). München 2001, S. 288–290.
- Verhandlungen über Löhne und Arbeitszeiten bei technischem Fortschritt. In: ZfB, Jg. 71 (2001), S. 1405–1429.
- Modellgestützte Personalentscheidungen 5 (Herausgeber). München und Mering 2001.
- Personalwirtschaft. In: Allgemeine Betriebswirtschaftslehre, Band 3: Prozesse (hrsg. von F.X. Bea, E. Dichtl, M. Schweitzer), 8. Aufl., Stuttgart, New York 2002, S. 467–553.
- Modellgestützte Personalentscheidungen 6 (Herausgeber mit T. Spengler). München und Mering 2002.
- Wie eine gewisse Heiratsbedingung zur Lösung personeller Verfügbarkeitsprobleme beiträgt. In: Betriebswirtschaftliche und betriebliche Praxis. Festschrift für Horst Seelbach zum 65. Geburtstag (hrsg. von H. Jahnke, W. Brüggemann), Wiesbaden 2003, S. 283–324.
- Personalstruktur. In: Handwörterbuch des Personalwesens, 3. Aufl., (hrsg. von E. Gaugler / W.A. Oechsler / W. Weber), Stuttgart 2004, Sp. 1640–1652.
- Die Abbildung von Arbeitsleid und Arbeitsfreude in Nutzenfunktionen – Erkenntnisse aus einem Experiment. In: Wertorientierte Unternehmenssteuerung. Festschrift für Helmut Laux (hrsg. von R.M. Gillenkirch u. a.), Berlin u. a. 2004, S. 99–131
- Modellgestützte Personalentscheidungen 7 (Herausgeber mit T. Spengler). München und Mering 2004.
- Modellgestützte Personalentscheidungen 8 (Herausgeber mit T. Spengler). München und Mering 2005.